# Девичњак
Девичњак или химен је део спољних полних органа жене. Налази се изван саме вагине, односно у њеном почетном делу. Он представља танки слој ткива који прекрива отвор вагине. Величина и отвор вагине се значајно разликују од жене до жене. То се дешава због тога што током феталног развоја не постоји вагинални отвор, тако да се приликом његовог формирања слој који га је прекривао неправилно подели пре рођења и тада настаје химен. Међутим, неке девојчице се рађају без њега јер се код њих потпуна подела догодила у материци. Многе девојчице га несвесно поцепају током јахања коња, спортских активности, стављања тампона или мастурбирања. Притом оне не морају да знају да се то догодило јер може бити мало или нимало крви или болова приликом његовог пуцања.
Остаци химена су обично присутни док жена не роди прво дете вагиналним путем.